# Nuorajärvi (Ilomantsi)
Pour les articles homonymes, voir Nuorajärvi.
Le Nuorajärvi est un lac situé à Ilomantsi en Finlande,.

## Présentation
Le lac Nuorajärvi a une superficie de 40,24 kilomètres carrés et une altitude de 144,7 mètres.
La rivière Koitajoki coule au nord-ouest du Nuorajärvi à travers le lac Nuorajärvi avant de se déverser  dans la rivière Pielisjoki.